# Meyaneh
Meyaneh (Perzisch: ميانه; Azerbeidzjaans: Miyana, میانا; ook geromaniseerd als Meyāneh, Miane, Miyāna, Mīāneh en Mīyaneh) is een stad in het noordwesten van Iran. De stad is de hoofdstad van het district Meyaneh in de provincie Āz̄arbāyjān-e Sharqī. Bij de telling van 2006 lag het inwonertal op 87.385 inwoners in 22.728 gezinnen. Het is de vierde stad qua bevolking in de provincie Āz̄arbāyjān-e Sharqī.
De stad ligt in een vallei op ongeveer 439 kilometer ten noordwesten van Teheran en op ongeveer 187 kilometer ten zuidoosten van de grootste stad van de provincie, Tabriz.
Ten zuidoosten van de stad ligt de oude brug Pol-e Dokhtar.

## Geboren
- Jafar Panahi (1960), filmregisseur